# Cobra Kai
Cobra Kai és una sèrie de televisió dels estatunidenca de gènere acció, drama i comèdia. Va sobre dos personatges de la pel·lícula dels anys vuitanta, Karate Kid, Johnny Lawrence i Daniel LaRusso, els quals eren rivals de la infància i es tornen a retrobar.
La sèrie es va treure primer a Youtube Premium, la primera temporada va sortir l'any 2018 i la segona el 2019. El juny del 2020 Netflix va comprar la sèrie.

## Personatges i actors
- Johnny Lawrence- William Zabka

El Johnny era un dels personatges secundaris a la pelicula de Karate Kid, i ara a la sèrie de Cobra Kai és un dels personatges principals. Ell és el propietari de Cobra Kai, dojo on entrena a nois karate, veí del Miguel i pare del Robby Keene. Ha estat amb moltes noies, però encara no ha oblidat al seu amor d'institut, l'Alli.
- Robby Keene - Tanner Buchanan

A la primera temporada és un dels personatges secundaris, però a la segona es converteix en principal. És el fill del Johnny i la Shannon, però el seu pare no va estar molt present durant la seva infantesa. Junt amb la Samantha, son alumnes de Miyagi-do Karate. Ell i la Samantha van mantenir una relació durant la segona temporada, però no es sap si continuaran junts o no.
- Shannon Keene - Diora Baird

És un dels personatges secundaris de la sèrie. Ella és la inestable mare del Robby i ex-dona del Johnny.
- Daniel LaRusso - Ralph Macchio

El Daniel era el personatge principal a la saga de pel·lícules Karate Kid, i a Cobra Kai també ho és. És el pare de la Samantha i el Anthony junt amb la seva esposa Amanda. Té un dojo de karate anomenat Miyagi-do Karate, i amb la seva dona tenen una cadena de concessionaris de cotxes anomenada LaRusso Auto.
- Amanda LaRusso - Courteney Henggeler

És un dels personatges secundaris de la sèrie. És la mare de la a Samantha i l'Anthony LaRusso. Va crear una cadena de concessionaris de cotxes junt amb el seu marit, Daniel LaRusso.
- Samantha LaRusso - Mary Mouser

És un dels personatges principals. Filla de Daniel i Amanda LaRusso, i germana del Anthony. Els seus ex-novios son el Kyler i el Miguel amb els que va estar durant la primera temporada, a la segona va estar sortint amb el Robby Keene, el seu company al Miyagi-do karate, però no es sap si continuen junts.
- Anthony LaRusso - Griffin Santopietro

És el fill del Daniel i la Amanda LaRusso, i el germà de la Samantha. És un personatge secundari.
- Miguel Diaz - Xolo Maridueña

És un dels protagonistes de la sèrie. És fill únic de la Carmen, el seu pare els va abandonar. El Miguel és el veí del Johnny, i va ser el seu primer alumne a Cobra Kai. Va estar en una relació amb la Samantha a la primera temporada, i a la segona amb la Tory, però ara no és segur que continuïn amb la relació.
- Carmen Díaz - Vanessa Rubio

És un dels personatges secundaris. És la mare del Miguel, i la filla de la Rosa Díaz. A la segona temporada comença a mantenir una relació més estreta amb el Johnny, el sensei del seu fill. Al final acaben sopant junts.
- Rosa Díaz - Rose Bianco

És un personatge secundari, mare de la Carmen Díaz i l'àvia del Miguel. Ella és la que recolza al Miguel perquè faci Karate.
- Demetri - Gianni Decenzo

És un dels personatges secundaris. A la primera temporada ell és el millor amic del Eli, però quan ell s'uneix a Cobra Kai acaben sent enemics. Ell és contrari als enfrontaments físics, per això entra a Miyagi- do karate per a aprendre a defensar-se dels de Cobra Kai.
- Eli/ Alcon - Jacob Bertrand

És un dels personatges secundaris a la primera temporada, i a la segona es converteix en antagonista. Ell era un estudiant que patia assetjament a l'escola fins que es va unir a Cobra Kai i es va convertir en un dels millors alumnes. Va estar sortint amb la Moon, fins i tot es va tatuar el seu nom al pit, però van acabar a la segona temporada.
- Moon - Hannah Kepple

És un dels personatges secundaris, a la primera temporada és la millor amiga de la Yasmine, una noia molt popular que es riu d'alguns dels seus companys. Al final de la temporada comença a sortir amb el Alcon, però acaban la seva relació, i a la segona veiem que té una novia anomenada Piper.
- Tory Nichols - Peyton List

És una de les antagonistes de la segona temporada. La seva rival és la Samantha, ja que ella forma part del dojo Cobra Kai. No s'ha mencionat als seus pares. Durant la temporada va tenir una relació sentimental amb el Miguel, però actualment no es sap si continuen junts.
- Aisha Robinson - Nichole Brown

Ella és un dels personatges principals de Cobra Kai. Era la millor amiga de la Samantha abans que ella comences a anar amb les populars de l'escola. S'uneix a Cobra Kai, sent la segona alumne del dojo, ja que l'assetgen a l'escola, i vol aprendre a defensar-se.
- John Kreese - Martin Kobe

És un personatge que apareix a la segona temporada de Cobra Kai, famós pel seu paper de sensei del Johnny a la saga de Karate Kid. Ell és un ex-militar i veterà del Vietnam. És una persona molt dura amb els seus alumnes, i com a sensei els inculca el lema de Cobra Kai: Colpejar primer, colpejar fort i sense pietat.
Convidats
Amics del Johnny
- Jimmy- Tony O’Dell
- Bobby Brown - Ron Thomas
- Tommy - Rob Garrison
- Dutch - Chad McQueen

## Argument

### Temporada 1
La sèrie actual comença 34 anys després de la derrota de Johnny Lawrence contra Daniel LaRusso al campionat de Karate All Valley de l'any 1984, gràcies a la famosa puntada de Daniel. Johnny Lawrence actualment es guanya la vida amb el seu treball de manteniment, metre Daniel LaRusso té una exitosa cadena de concessionaris de cotxes, anomenat LaRusso Auto, junt amb la seva dona Amanda LaRusso.
Quan el Johnny perd els seu treball decideix reobrir el dojo de karate Cobra Kai, però només té un alumne, el seu veí Miguel Díaz, un noi assetjat pels seus companys de classe que no sap com defensar-se. Després de setmanes d'entrenament en Miguel és capaç d'enfrontar-se als seus assetjadors i guanyar-los en una baralla. Quan els companys del Miguel veuen tot el que ha après a Cobra Kai, tots volen apuntar-s'hi. Daniel LaRusso veu la popularitat que està tenint el dojo així que decideix obrir-ne un amb la ideologia del Karate del seu sensei Miyagi. El seu primer alumne és el fill del Jonnhy, Robby Keene, el qual no té cap relació amb el seu pare, i ho fa per venjar-se d'ell.
La temporada acaba amb el campionat de Karate All Valley, on combaten el Miguel i el Robby.

### Temporada 2
La segona temporada es basa en la creixent rivalitat entre els dos dojos, Miyagi-do karate i Cobra Kai.
A Cobra Kai apareix un altre sensei, el John Kreese, l'antic sensei del Johnny. Inicialment el Johnny desconfia d'ell ja que la seva relació va acabar molt malament, a la pel·lícula de Karate Kid vam veure que el John quasi escanya al Johnny, però finalment li dona una segona oportunitat. Després de guanyar el campionat de All Valley, Cobra Kai aconsegueix nous alumnes, una d'elles es diu Tory, que acabarà sent la parella del Miguel, tot i que a ell encara li agrada la Samantha. Això provoca una gran rivalitat entre la Samantha i la Tory.
Quan el Daniel obre el seu dojo de karate veiem que la seva dona no està massa contenta, ja que ara ell quasi no li dedica temps al seu negoci, el concessionari, i ella l'ha de dirigir tota sola. Inicialment el dojo Miyagi només té dos alumnes, la filla del Daniel, Samantha, i el Robby, però més endavant s'uneixin alumnes que no estan d'acord amb la ideologia de Cobra Kai. La mare del Robby marxa de viatge durant moltes setmanes, i el Daniel acull al Robby a casa seva. El Robby i la Samantha acaben sent parella.
La temporada acaba en un gran enfrontament entre els dos dojos a l'Institut. Després del tràgic final de l'enfrontament a l'Institut, John pren el control de Cobra Kai.

## Productors
Els productors de la sèrie son Katrin L. Goodson i Bob Wilson.
Uns dels productors executius de la sèrie son els co-protagonistes Ralph Macchio i William Zabka, juntament amb Will Smith, James Lassiter, Caleeb Pinkett, Susan Ekins, Josh Heald, Jon Hurwitz i Hayden Schlossberg.

## Creació de la sèrie
Tres amics anomenats Jason Hurwitz, Hayden Schlossberg i Josh Heald, van tenir la idea de fer una sèrie de la famosa película de Karate Kid, explicant què els havia passat als dos personatges principals: Daniel LaRusso i Johnny Lawrence. Com que no tenien els drets de les pel·lícules, van anar a parlar amb el Caleeb Pinket, responsable de la productora Overbrook. La proposta li va agradar molt, així que van començar a pensar en la sèrie. Quan ja tenien els actors i tot preparat els faltava buscar una plataforma a la qual mostrar la sèrie, i Youtube es va oferir, ja que estaven buscant una sèrie de ficció. A l'any 2018 va sortir la sèrie i va ser tot un èxit, però Youtube no volia fer més temporades. Per sort, el juny de 2020 Netflix va comprar la sèrie i va renovar-la amb 2 temporades més.

## Càsting
El 24 d'octubre de 2017 es va anunciar qui formaria part del càsting.
- Quan el Xolo Maridueña (Miguel) va fer el càsting per la sèrie no tenia ni idea de karate, a més només tenia 3 anys d'experiència actuant. La seva mare és una gran fan de les pel·lícules de Karate Kid.
- El Tanner Buchanan (Robby) mentre gravava Cobra Kai també estava enmig d'un altre projecte. Ell en canvi havia practicat Karate des dels 10 fins als 12 anys.
- Mary Mouser (Samantha), es va presentar a la audició ja que el seu novio era un gran fan de les pel·lícules. No volia veure les pel·lícules per la pressió que tenia de la icònica legacy.
- Jacob Bertrand (Alcon), el seu càsting va ser el més ràpid, un dia el seu agent el va trucar perquè audiciones pel paper. Ell va rebre un guió antic, però no es va donar compte fins al moment de fer l'audició, li van donar un nou, però només va tenir 10 minuts per a preparar-se’l. És el que té més experiència amb el karate, des dels 8 anys que entrena.
- Peyton Llist (Tory), mentre estaven gravant ella havia d'anar viatjant entre Atlanta i LA ja que també estava duent a terme altres projectes. Va aprendre la coreografia molt ràpidament, i sempre volia millorar la tècnica.

## Rodatge
El rodatge de la primera temporada de la sèrie es va produir l'octubre de 2017 entre les ciutats d'Atlanta i Los Angeles.
Algunes de les localitzacions en les que han gravat son, l'apartament del Johnny que està situat a 18555 Burbank blvd, Tarzana, CA 91356, Emory Briarcliff campus, LaRusso Auto està situat a Atlanta Motors Superstore.

## Premis i nominacions
| Any  | Premi                               | Categoria                                                             | Nominat (s)    | Resultat  |
| ---- | ----------------------------------- | --------------------------------------------------------------------- | -------------- | --------- |
| 2018 | Premis Teen Choice                  | Choice Summer TV Show                                                 | Cobra Kai      | Nominat   |
| 2018 | Premis Teen Choice                  | Choice Summer TV Star                                                 | Xolo Maridueña | Nominat   |
| 2018 | Premis Imagen                       | Best young actor- Television                                          | Xolo Maridueña | Nominat   |
| 2018 | Primetime Creative Arts Emmy Awards | Outstanding Stunt Coordination for a Comedy Series or Variety Program | Hiro Koda      | Nominat   |
| 2018 | Rotten tomatoes                     | Golden Tomato (Best TV Drama)                                         | Cobra Kai      | Guanyador |
| 2019 | Shorty Awards                       | Best web series                                                       | Cobra Kai      | Nominat   |
| 2019 | Primetime Creative Arts Emmy Awards | Outstanding Stunt Coordination for a comedy series or Variety Program | Hiro Koda      | Nominat   |
| 2019 | Premis Teen Choice                  | Choice Summer TV Show                                                 | Cobra Kai      | Nominat   |
| 2019 | Premis Clio                         | Television/streaming: Social media 30 for 30                          | Cobra Kai      | Nominat   |

## Cançons
La banda sonora de Cobra Kai es basa en cançons clàssiques de rock, hard rock. En ella figuren grups com Queen, Ratt, Metàl·lica, AC/DC.
1. Poison – Nothin' But A Good Time – Remastered 2006
2. Techila – Paz Banda
3. Foreigner – Head Games
4. Slam Production Music Library – Celebration
5. The Alan Parsons Project – Sirius – Chicago Bulls Theme Song
6. Dean Martin – Ain't That A Kick In The Head
7. Artsound – Sol de Copacabana
8. Ratt – Lay It Down
9. Ratt – Round and Round
10. Dorothy – Kiss It
11. Ali Pierre – Live It Up (Aaron Wayne Remix)
12. Kari Kimmel – Black
13. Leo Birenberg & Zach Robinson – Cobra Guy
14. iio – Rapture (feat.Nadia Ali)
15. The Longo Brothers – It’s Simply Love
16. Excessum – Generation of Lies
17. Le Bon – Say You Don't Want Me
18. HOTEI – Battle Without Honor Or Humanity
19. Bruno Mars – Perm
20. Leo Birenberg & Zach Robinson – Slither
21. Vampire Hands – Safe Word
22. Ernesto Molina – Los Cazadores
23. Bob Mete – My Chardonnay
24. Boston – Don't Look Back
25. Big Gigantic – Bring The Funk Back
26. Leo Birenberg & Zach Robinson – Quiver
27. Commuter – Young Hearts
28. Twisted Sister – We’re Not Gonna Take It
29. Leo Birenberg & Zach Robinson – Johnny’s Story
30. REO Speedwagon – Take It On the Run
31. Paco – I’m A Gangster
32. Backdrifter – The Swamp
33. Hoodie Allen – Sushi
34. Metallica – Master Of Puppets
35. Queen – I Want It All – Remastered 2011
36. Mirna Orozco & Francisco Cendejas – El Cielo Azul
37. Kari Kimmel – Cruel Summer
38. Leo Birenberg & Zach Robinson – King Cobra
39. AC/DC – Back In Black
40. YUNGBLUD – Tin Pan Boy
41. Airbourne – Back In The Game
42. Kenny Moron – New Bae
43. Leo Birenberg & Zach Robinson – An Old Friend
44. Roxette – Listen To Your Heart
45. Broken Edge – No Shelter
46. Leo Birenberg & Zach Robinson – You’re the Champ
47. Sister Sin – Fight Song
48. Queen – The Show Must Go On – 2011 Mix
49. Whitesnake – Here I Go Again – Radio Mix
50. Sonic Graffiti – Scallywag
51. Wang Chung – Dance Hall Days
52. Elijah Honey – How I Feel About You
53. Orchestral Manoeuvres In The Dark – If You Leave – Remastered 2019
54. Amazing Police – White Tape
55. Sonic Graffiti – St. Anthony (Bonus Track)
56. KRISTINE – Burning Fever
57. Chicago – You’re the Inspiration – 2006 Remaster
58. Paul Otten – Go and Get Ya Some
59. CaiNo – I Can Only Imagine
60. Metallica – For Whom The Bell Tolls – Remastered
61. Fifth Harmony – That’s My Girl
62. Steven Cooper – Bigger
63. Jesús Alejandro El Niño – Tan Linda
64. E.G.O. – Pelicans
65. Bananarama – Cruel Summer
66. Leo Birenberg & Zach Robinson – Awake the Snake

## Similaritats entre la película i la sèrie
En la serie hi ha moltes escenes en homenatge a les pelicules de Karate kid.
1. En el segon episodi de la temporada dos el Daniel LaRusso li pregunta al John com estan els seus punys. Això es en homenatge al Miyagi, sensei del Daniel, ja que a Karate Kid després d'una baralla guanyada per part del Sr. Miyagi els punys del John queden destrossats.
2. Un altre gran homenatge al Sr. Miyagi és que el Daniel regala bonsais al seu concessionari, a la primera película el Miyagi li regala un al Daniel.
3. A la primera cita del Miguel i la Samantha van a un lloc anomenat Golf n Stuff, que és on el Daniel i la Ali, la seva nòvia a la primera película de Karate Kid, van tenir també la primera cita.
4. Quan el Daniel li ensenya el dojo de Karate al Robby, es veu com a fora té uns cotxes aparcats. Aquests són els que tenia el Sr. Miyagi a la primera película, un d'ells, de color groc, li va regalar al Daniel pel seu aniversari perquè s'acabava de treure el carnet de conduir.
5. Veiem que el Daniel entrena al Robby amb les mateixes tècniques que el Sr. Miyagi, pintant la tanca de fusta, encerant els cotxes, i polint el terra.
6. Quan la Tory es presenta als seus companys de Cobra Kai diu Em dic Tory, amb i grega. Això ens recorda a Karate Kid 1, quan la Ali es va presentar al Daniel va dir Em dic Ali, amb i llatina.
7. A la segona temporada veiem que el Daniel treu un llibre de la motxilla del Robby que diu la Història d'Okinawa que es el mateix que tenia el Daniel a la segona pelicula de Karate Kid.
8. A l'últim capítol de la segona temporada, el Johnny entra a Cobra Kai i el John diu Classe tenim un visitant. Aquesta és la mateixa escena de la primera pelicula quan el Sr. Miyagi i el Daniel entren a Cobra Kai.[8]